# George Brudenell-Bruce (4e marquis d'Ailesbury)
Pour l’article homonyme, voir George Brudenell-Bruce.
George William Thomas Brudenell-Bruce, 4e marquis d'Ailesbury (8 juin 1863 - 10 avril 1894), titré vicomte Savernake de 1878 à 1886, est le fils de George John Brudenell-Bruce et d'Evelyn Mary Craven, et succède à son grand-père en tant que 4e marquis à la mort de ce dernier le 18 octobre 1886. À sa mort en 1894, il est remplacé au marquisat et à ses autres titres par son oncle. Selon les registres de famille, il s'appelait William et est connu officieusement sous le nom de Willie. (Wardens, page 310 comme "cher Willie". Wardens, page 312 comme "pauvre, malheureux Willie", cité dans le journal du 3e marquis Ailesbury. )

## Biographie
Dans sa jeunesse, il fréquente Eton, mais a des ennuis et quitte l'école «sous un nuage». (Gardiens, page 310) Il devient un joueur invétéré, obligeant son grand-père à intervenir et à payer des centaines de milliers de livres pour rembourser ses créanciers. Dans le processus de remboursement de certains créanciers, le 3e marquis est contraint de vendre les propriétés de la famille dans le Yorkshire pour lever les plus de 175 000 GBP de dette de Willie. Après avoir succédé à son grand-père dans les domaines familiaux, la propension de Willie à jouer n'a fait qu'augmenter et il est rapidement proche de la faillite, accumulant une autre énorme série de dettes dépassant 230 000 GBP (Wardens, page 318). Au cours de la procédure judiciaire en 1891, de nombreuses offres sont faites pour acheter les grands domaines de Savernake, dont une par Edward Guinness, 1er comte d'Iveagh, alors président du conseil d'administration et ancien PDG de la compagnie Guinness. Cependant, le conseil d'administration de Savernake, dirigé par l'oncle d'Ailesbury, Henry Brudenell-Bruce, se bat pour empêcher Ailesbury de vendre. Après des années de batailles juridiques et d'appels, Edward Guinness, alors connu sous le nom de Lord Iveagh, s'impatiente et retire son offre, après que la date limite du 1er mai 1893 n'ait pas été respectée. Peu de temps après, Ailesbury meurt d'une maladie soudaine, et principalement en raison de son style de vie excessif. Il est remplacé par son oncle, qui a donc la tâche très difficile de rendre la succession solvable une fois de plus.
La caricature de William Vanity Fair d'avril 1888 est initialement publiée avec une légende qui est citée en partie: «Lord Ailesbury est au fond une excellente créature. . . Mais il se souvient rarement de ne pas s'oublier. " (Gardiens, planche 14, face à la page 316).
Le 6 mai 1884, Willie épouse la fille de Thomas Haseley, une actrice nommée Dorothy «Julia Haseley, mieux connue des amateurs de théâtre [contemporains] sous le nom de Dolly Tester». Mais le mariage reste sans enfant.